# Храм дружбы (Сан-Суси)
Храм дружбы (нем. Freundschaftstempel) — небольшой круглый павильон в западной части парка Сан-Суси в Потсдаме. Построен недалеко от Нового дворца к югу от главной парковой аллеи архитектором Карлом фон Гонтардом по заказу прусского короля Фридриха II в память о его любимой сестре маркграфине Вильгельмине, умершей в 1758 г. Ротонда Храма дружбы является панданом к находящемуся севернее Античному храму.

## Первый павильон вНейруппине
Образцом при создании Храма дружбы послужил Храм Аполлона в нейруппинском саду Амальтеи. Первая работа архитектора Георга Венцеслауса фон Кнобельсдорфа появилась в декоративно-плодовом саду при резиденции кронпринца и командира полка Фридриха в 1735 г.
Изначально Храм Аполлона был открытой ротондой, однако в 1791 г. просветы между колоннами были заложены. В августе 1735 г. Фридрих писал своей сестре Вильгельмине: «Садовый домик — это храм из восьми дорических колонн, несущих купол. На нём установлена статуя Аполлона. Как только он будет готов, мы принесём жертву — конечно же, тебе, дорогая сестра, покровительница изящных искусств».

## Павильон в парке Сан-Суси
Как и Храм Аполлона в Нейруппине, место поминовения своей любимой сестры Фридрих Великий оформил как открытую ротонду, слегка выпуклая крыша которой держится на восьми парных коринфских колоннах. Типологической основой этой формы является моноптер в античной Греции, где такие навесы возводились над культовыми скульптурами и мавзолеями.
Сидящая статуя Вильгельмины Прусской в натуральную величину в нише полуциркульной арки на узкой задней стене выполнена в мастерской скульпторов братьев Иоганна Давида и Иоганна Лоренца Вильгельма Ренцев. Образцом для мраморной скульптуры послужил портрет кисти придворного живописца Антуана Пэна. Медальоны в основании колонн с изображениями дружеских пар времён античности и книга в её руке призваны напомнить о любви маркграфини к древней истории.